# 7861 Мессенджер
7861 Мессенджер (7861 Messenger) — астероїд головного поясу, відкритий 2 березня 1981 року.
Тіссеранів параметр щодо Юпітера — 3,482.